# جورج أنتوني (صحفي)
جورج أنتوني هو صحفي كندي، ولد في 26 أغسطس 1940 في مونتريال في كندا.

## وصلات خارجية
- جورج أنتوني على موقع IMDb (الإنجليزية)